# Federazione cestistica delle Seychelles
La Federazione cestistica delle Seychelles è l'ente che controlla e organizza la pallacanestro nelle Seychelles.
La federazione controlla inoltre la nazionale di pallacanestro delle Seychelles. Ha sede a Mahe e l'attuale presidente è Jude Talma.
È affiliata alla FIBA dal 1979 e organizza il campionato di pallacanestro delle Seychelles.